# 2015 au Burundi
2013 au Burundi - 2014 au Burundi - 2015 au Burundi - 2016 au Burundi - 2017 au Burundi
2013 par pays en Afrique - 2014 par pays en Afrique - 2015 en Afrique - 2016 par pays en Afrique - 2017 par pays en Afrique]

## Chronologie

### Mai 2015
- Mercredi 13 mai 2015 : tentative de coup d’État durant les manifestations contre la candidature du président Pierre Nkurunziza à un troisième mandat.

### Juin 2015
- 29 juin : élections législatives.

### Juillet 2015
- 10 - 12 juillet : bataille de Ndora.
- 21 juillet : élection présidentielle.

### Décembre 2015
- 11 décembre : bataille de Bujumbura.